# Oakey Hill
Oakey Hill är en kulle i Australien. Den ligger i territoriet Australian Capital Territory, i den sydöstra delen av landet, nära huvudstaden Canberra. Toppen på Oakey Hill är 678 meter över havet, eller 67 meter över den omgivande terrängen. Bredden vid basen är 1,6 km.
Runt Oakey Hill är det tätbefolkat, med 356 invånare per kvadratkilometer.. Närmaste större samhälle är Canberra, nära Oakey Hill. 
Runt Oakey Hill är det i huvudsak tätbebyggt. Genomsnittlig årsnederbörd är 990 millimeter. Den regnigaste månaden är februari, med i genomsnitt 169 mm nederbörd, och den torraste är maj, med 39 mm nederbörd.